# Wither (ep)
Wither is een ep uit 2009 van de progressieve metalband Dream Theater. Het is de eerste single van het album Black Clouds & Silver Linings en is alleen te koop via internet.

## Nummers
| Nr. | Titel                             | Tekst    | Muziek                           | Duur  |
| --- | --------------------------------- | -------- | -------------------------------- | ----- |
| 1.  | Wither                            | Petrucci | Petrucci                         | 5:26  |
| 2.  | Wither (piano version)            | Petrucci | Petrucci, Rudess                 | 5:09  |
| 3.  | Wither (JP Vocal Demo)            | Petrucci | Petrucci                         | 5:26  |
| 4.  | The Best of Times (MP Vocal Demo) | Portnoy  | Petrucci, Portnoy, Myung, Rudess | 13:06 |

## Achtergrond van de nummers
De tekst van het nummer is geschreven door gitarist John Petrucci en behandelt zijn angsten voor een schrijversblok. Op de ep staat ook de demo die door Petrucci zelf is ingezongen (met behulp van Auto-Tune).
De tekst van The Best of Times is geschreven door drummer Mike Portnoy en gaat over de dood van zijn vader die overleed tijdens de opnamen van dit album. Deze demo is door Portnoy ingezongen.

### Bandleden
- James LaBrie – zang
- John Myung – basgitaar
- John Petrucci – gitaar
- Mike Portnoy – drums
- Jordan Rudess – keyboards, lap steel gitaar en continuüm